# Powiat Aso
Powiat Aso (jap. 阿蘇郡 Aso-gun) – powiat w Japonii, w prefekturze Kumamoto. W 2024 roku liczył 32 882 mieszkańców.

## Miejscowości
- Minamioguni
- Oguni
- Takamori
- Minamiaso
- Nishihara
- Ubuyama